# Affaire de la Banque commerciale de Bâle
L'affaire de la Banque commerciale de Bâle, dite aussi affaire des fraudes fiscales ou affaire Berthoud, est une affaire politico-financière franco-suisse révélée dans la presse en 1932. Elle met en lumière un système organisé d'évasion et de fraude fiscale au sein des classes dirigeantes de la Troisième République. En France, elle est l'un des facteurs qui contribue, le 14 décembre 1932, à la chute du gouvernement Édouard Herriot. En Suisse, elle conduit à l'adoption, en 1934, d'une loi sur le secret bancaire.

## Contexte

### La Banque commerciale de Bâle
La Banque commerciale de Bâle (dite aussi BCB) est fondée en 1863 par des banquiers, des commerçants et des industriels bâlois. À son apogée, en 1928, son bilan s'élève à 666 millions de francs suisses, ce qui en fait l'une des plus grandes banques helvétiques de l'époque. Elle dispose d'une agence à Paris, dans un appartement à l'Hôtel de La Trémoille. L'enquête fait apparaître que cet établissement parisien est clandestin depuis 1927, puisque non déclaré aux autorités françaises, et qu'il est surtout fréquenté par la haute société.

### Les autorités françaises

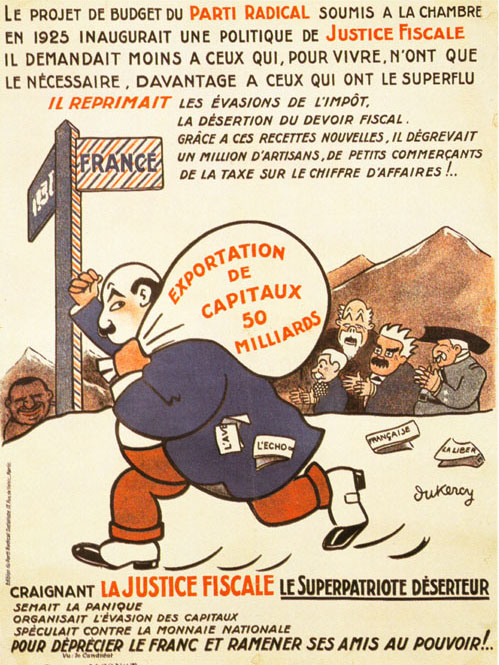
Le superpatriote déserteur. Illustration de Pierre Dukercy dénonçant l'évasion fiscale subie par les finances publiques françaises sous le Cartel des gauches en 1925. Le souvenir de l'échec du cartel des gauches est l'un des facteurs expliquant le renforcement des contrôles fiscaux sous le troisième gouvernement Herriot.

Déjà dans les années 1920, les autorités françaises soupçonnaient les banques suisses de faciliter la fraude fiscale afin d'attirer la clientèle française. Un rapport de mai 1929 à ce sujet citait nommément la Banque commerciale de Bâle. Les banques helvétiques attiraient ainsi en Suisse des fonds français de plus en plus importants, au détriment de l'investissement dans l'économie réelle et des banques françaises. Mais la prospérité relative de la France n'avait pas conduit les gouvernements successifs à faire de la lutte contre la fraude fiscale une priorité. Le Cartel des gauches en fit pourtant les frais, car l'insuffisance des contrôles fiscaux entraîna une importante fuite des capitaux entre 1925 et 1926, les classes possédantes craignant la perspective d'un impôt sur le capital et sur les profits réalisés durant la guerre.

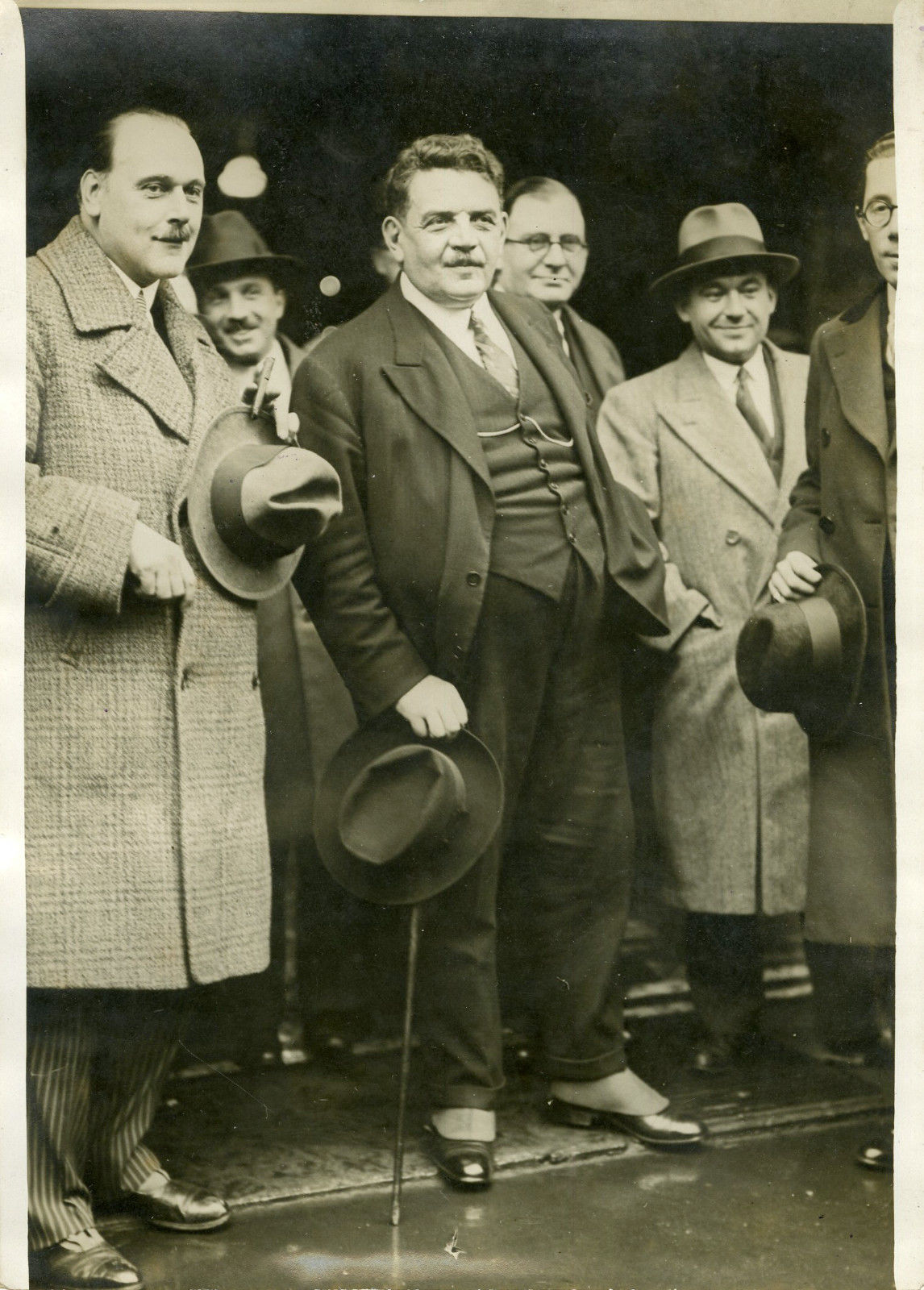
Édouard Herriot, Président du Conseil au début de l'affaire des fraudes fiscales.

Dans un contexte de crise économique, alors que la Grande Dépression s'abat sur l'Europe et sur la France, le gouvernement d’Édouard Herriot initie en 1932 une vaste répression contre l'évasion fiscale. Celle-ci s'inscrit, à titre incident, dans la politique déflationniste du gouvernement, qui souhaite rétablir l'équilibre budgétaire et réduire la dépense publique. Herriot étant devenu impopulaire au sein de son parti du fait des coupes anticipées dans les salaires et dans les traitements des fonctionnaires, il fit l'objet de vives critiques au congrès de Toulouse du Parti radical, du 3 au 6 novembre 1932. Il est probable qu'il ait décidé de remettre la question de la fraude fiscale au cœur du jeu politique, afin de regagner en autorité auprès des socialistes comme de l'aile gauche des radicaux, le tout aux fins de faciliter l'adoption du budget. Les mesures que prévoit la loi de finances pour 1933 témoignent de l'idée selon laquelle le renforcement de la lutte contre la fraude fiscale aurait été un moyen de faire accepter l'austérité aux classes moyennes et populaires.

## Déroulement

### Enquête
Le 27 octobre 1932, à l'initiative du ministère des Finances, dirigé par Louis Germain-Martin, une perquisition a lieu dans les locaux parisiens de la Banque commerciale de Bâle. Elle est menée par le commissaire de la Sûreté générale, Roger Barthelet.
Les forces de l'ordre procèdent à l'interrogatoire du personnel de la banque sur place, qui se compose d'un directeur, d'un sous-directeur et d'un employé, tous trois de nationalité suisse. Elles interrogent également les clients français présents lors de la perquisition. Surtout, la Sûreté générale saisit des documents sensibles : des fiches comptables, sur lesquels les clients sont identifiés par un numéro, et mentionnant les titres déposés par eux au siège de Bâle, ainsi que des carnets établissant une correspondance entre les numéros et les noms et adresses des propriétaires des comptes. Les forces de l'ordre peuvent ainsi reconstituer la liste des dépositaires. 
Surtout, les documents obtenus dévoilent un mécanisme d'évitement de l'impôt, et laissent soupçonner que la Banque commerciale de Bâle a commis un délit d'incitation à la fraude fiscale. Ils révèlent que les banquiers présents dans la filiale parisienne ne le sont que pour payer directement à leurs clients les intérêts et dividendes des instruments financiers qu'ils détiennent à Bâle. Ce système est établi au mépris des lois françaises, et permet d'abord à la clientèle d'échapper à l'impôt sur les revenus qu'elle tire de ses capitaux mobiliers (dont le taux est alors de 20%). Les dépositaires en retirent d'autres bénéfices frauduleux : le dépôt des titres à Bâle lui permet d'éviter l'impôt sur les successions, et diminue artificiellement le montant devant être payé au taux marginal de l'impôt sur le revenu, en maintenant le contribuable dans les tranches les plus basses.
Le montant des avoirs dissimulés se situe entre 1 et 2 milliards de francs Poincaré (soit environ 700 millions d'euros en 2020, sans capitalisation), ce qui prive l'État de recettes de plusieurs dizaines de millions de francs chaque année. À titre de comparaison, le budget de l'État de 1933 était en déficit de 959 millions de francs.

### Clientèle de la banque
Les carnets révèlent que la Banque commerciale de Bâle compte parmi ses clients plus de mille personnes, notamment des hommes politiques, des militaires, des représentants du clergé, la famille Peugeot, la famille Coty (qui possède alors Le Figaro), la famille Potin, ainsi que d'autres grands industriels et magnats de la presse. Les sénateurs Paul Jourdain (Union démocratique et radicale), Abraham Schrameck (radical-socialiste) et Louis Viellard (Union nationale et républicaine) sont des clients directs, tout comme le député Charles Péchin (Centre républicain). En ce qui concerne le clergé, le nom de l'évêque d'Orléans, Mgr Jules-Marie-Victor Courcoux, apparaît dans les listes. Le directeur général du Matin ainsi que Maurice Mignon, distributeur de publicité financière auprès de la presse française, ont également bénéficié du montage frauduleux. Alors que l'enquête progresse, les noms des clients de la BCB fuitent progressivement.

### Discussion à la Chambre des députés et éclatement du scandale

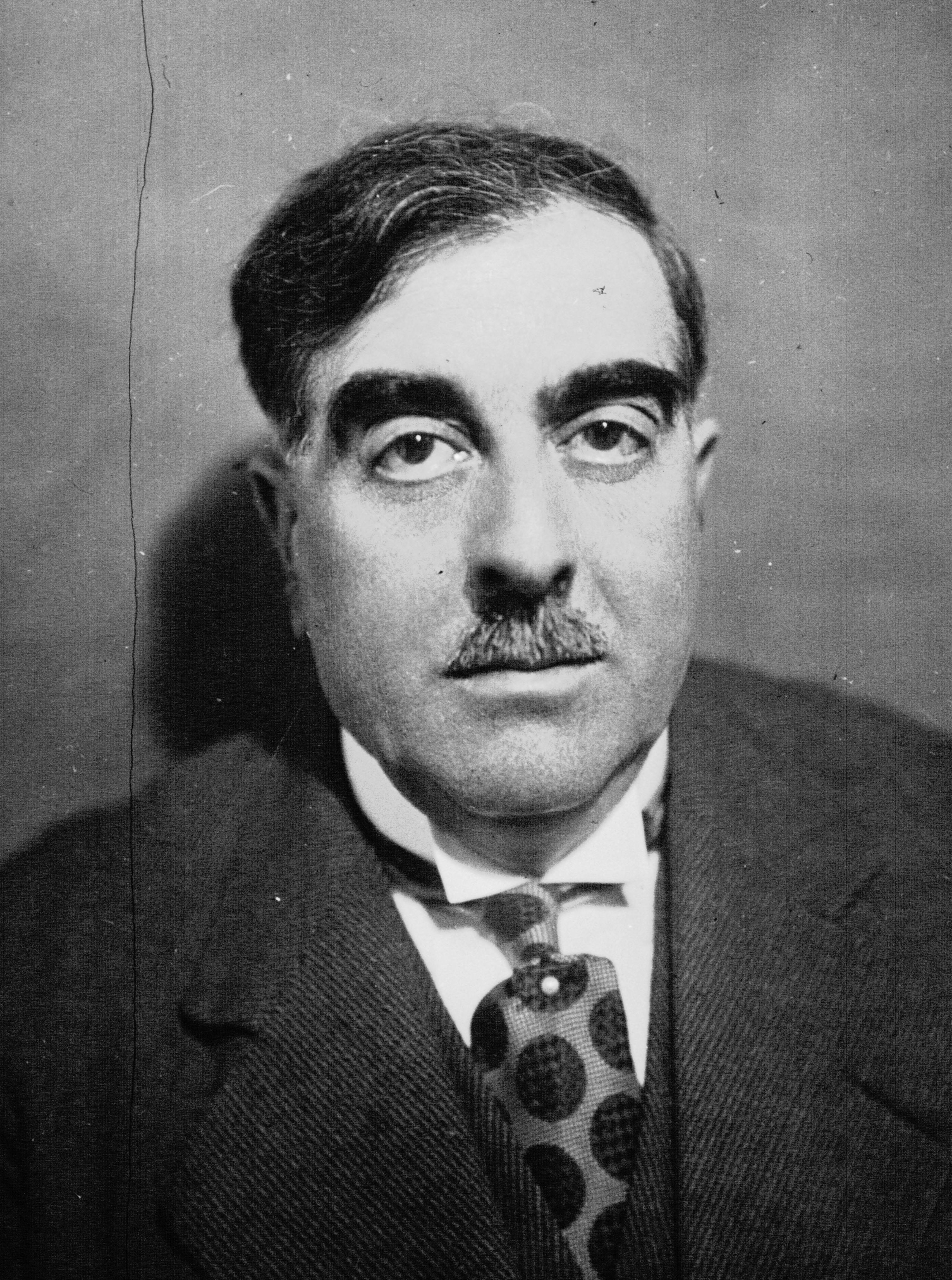
Fabien Albertin, député socialiste des Bouches-du-Rhône, en 1932.

Le 8 novembre 1932, Fabien Albertin, député socialiste, dépose une interpellation à la Chambre des députés au sujet des mesures envisagées par le gouvernement Édouard Herriot pour réprimer la fraude fiscale. Le gouvernement délibère de la question le 9 novembre et le 10, la Chambre décide de débattre de l'interpellation le jour même, au lieu d'en renvoyer la discussion. Au cours du débat, Fabien Albertin livre les noms de certaines personnalités impliquées. Les députés socialistes demandent que soient inscrites dans la loi de finances des mesures pour réprimer les fraudes, ce qu'accepte Édouard Herriot.
La pression exercée par la presse s'accroît, alors que Le Populaire crie au scandale. Le 13 novembre, René Renoult, beau-frère de Camille Chautemps et garde des sceaux radical-socialiste, convie à son domicile Georges Pressard, procureur près le tribunal de la Seine, et le procureur général Charles Donat-Guigue. Cette réunion préfigure le rôle central qu'ils joueront tous trois dans l'affaire Stavisky. Ils décident d'intimider, sans succès, la Banque commerciale de Bâle pour obtenir l'ouverture des livres du siège, en faisant inculper et incarcérer le directeur et le sous-directeur de l'établissement présents au moment de la perquisition. Les pressions sur la Suisse ne portent pas leurs fruits, et la demande d'entraide judiciaire adressée par la France est rejetée par le Conseil fédéral au titre de la protection de l'économie nationale. Afin de garder la maîtrise de l'opinion, ils demandent immédiatement la levée de l'immunité des quatre parlementaires impliqués, sans leur permettre d'être auditionnés préalablement, et résolvent de mettre l'ensemble des juges d'instruction du parquet de la Seine sur l'affaire, afin de prononcer les premiers jugements contre les fraudeurs en décembre - soit sous un délai extrêmement bref. 

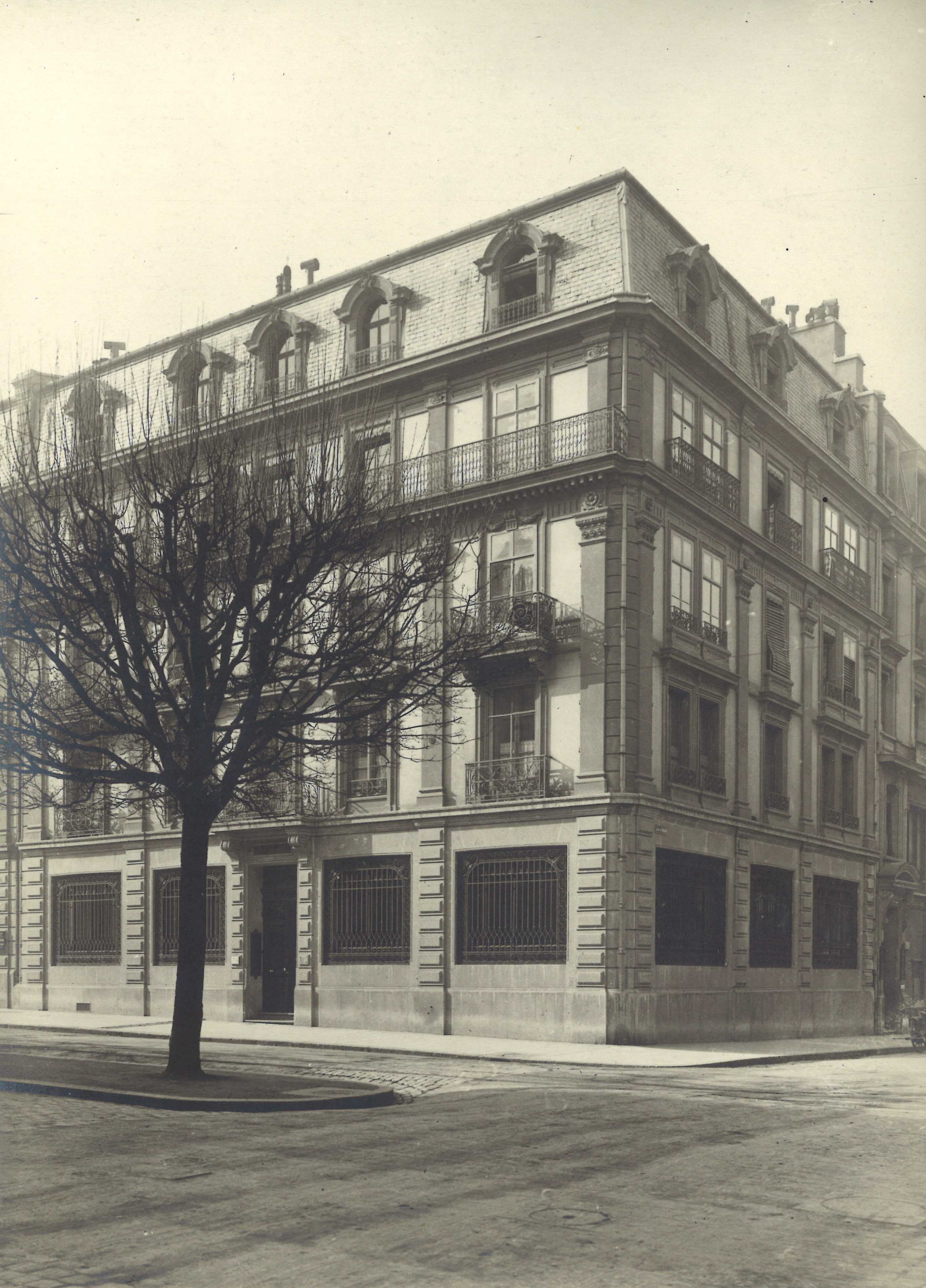
Siège de Lombard & Odier (devenue Lombard Odier) au 4 boulevard du Théâtre à Genève, en 1918. Les documents sensibles de la filiale parisienne de la banque y furent rapatriés au début de l'affaire des fraudes fiscales.

Soupçonnant les autres banques suisses d'être impliquées dans des montages similaires, les autorités françaises perquisitionnent les locaux parisiens de deux établissements genevois, la banque Lombard & Odier et la Banque d'escompte suisse, le 17 et le 19 novembre respectivement. Le président de la BCB avait en fait averti les responsables de ces deux institutions, qui avaient transféré leurs documents en Suisse dans l'intervalle. Le 23 novembre, le parquet rend publique une liste des noms et adresses de 130 inculpés, relayée abondamment dans la presse. 

### Étouffement de l'affaire
Passés l'effet d'annonce et les mesures spectaculaires prises par les autorités, l'instruction judiciaire s'enlise, notamment parce que seuls quatre experts-comptables ont été mandatés pour examiner plus d'un millier de dossiers. Le Populaire dénonce vivement le ralentissement de l'enquête. La communication des noms est très mal accueillie par l'Ordre des avocats comme par la presse de droite, qui dénonce l'inquisition fiscale et la dictature de la délation. Les journaux conservateurs mais aussi centristes, à savoir L'Action Française, Le Matin, ou encore Le Figaro, Le Temps, Le Petit journal mais aussi Le Petit parisien, se taisent le plus rapidement possible et se montrent assez discrets sur l'affaire, quand ils ne prennent pas la défense des fraudeurs. Certains articles dénoncent ainsi le caractère exorbitant des impôts, et laissent entendre que la lourdeur de la fiscalité pousse les contribuables au crime. Charles Maurras écrit ainsi le 17 novembre qu'« au brigandage fiscal répond l'évasion frauduleuse ». La presse parvient ainsi à banaliser l'évasion fiscale, et à la dépeindre comme un moyen de légitime défense face à l'administration fiscale.

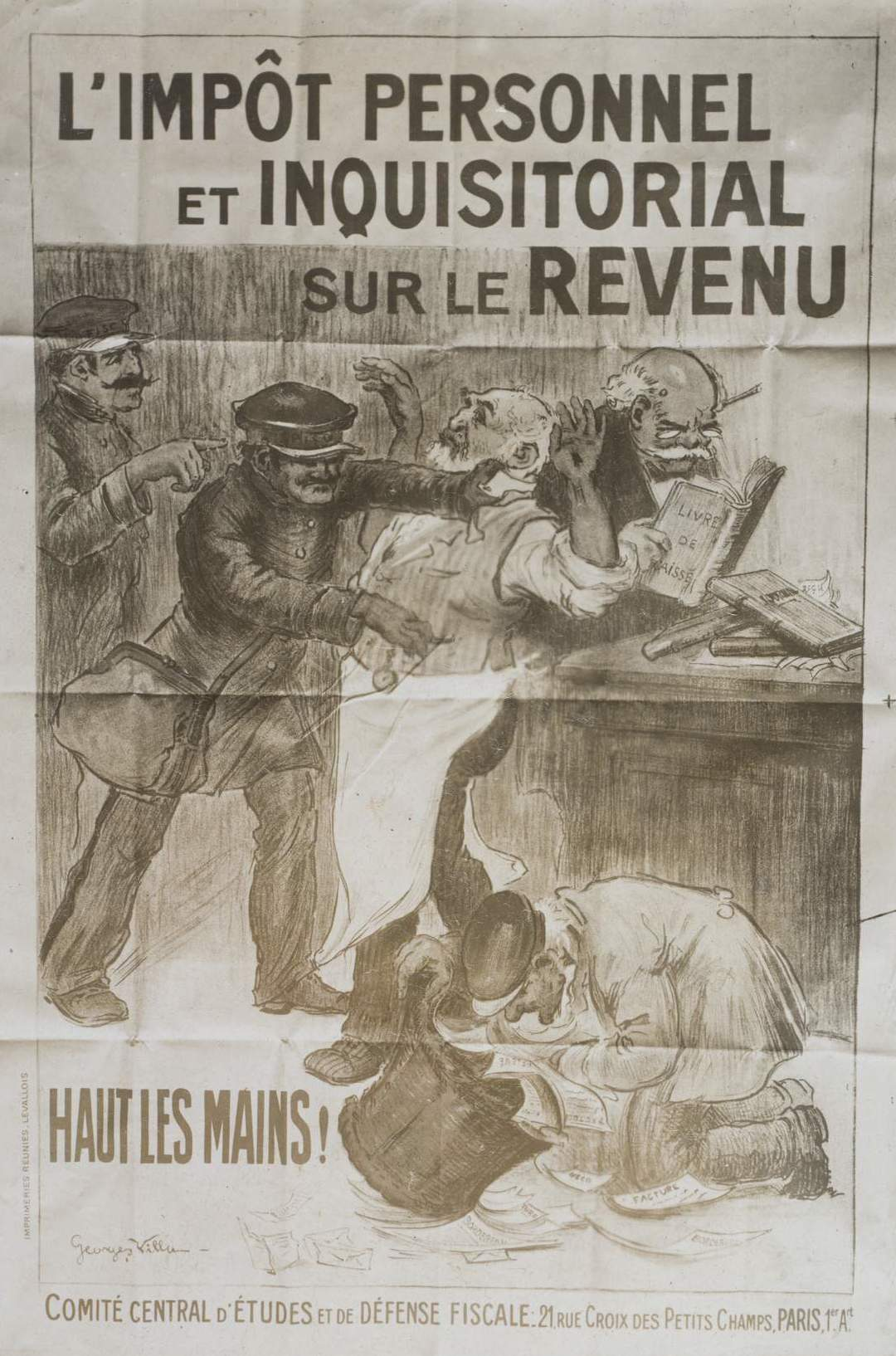
Affiche du Comité central d'études et de défense fiscale contre l'impôt sur le revenu, créé en juillet 1914.

L'affaire est définitivement étouffée par les manœuvres du Sénat et la fragilité du gouvernement Herriot. La commission du Sénat refuse le 8 décembre la levée de l'immunité des sénateurs impliqués. Elle qualifie ensuite dans son rapport la procédure judiciaire de fantaisiste, arbitraire et irrégulière, et estime que la procédure est illégale et entachée de nullité. Le 14 décembre, le gouvernement Herriot tombe sur le problème du remboursement de la dette française à l'égard des États-Unis. Le nouveau ministre des Finances, Henry Chéron, n'est autre que le président de la commission du Sénat ayant conclu à l'irrégularité de la procédure. Si le ministère de la Justice souhaite toujours mener la procédure à son terme, le ministère des Finances rejoint la position de celui des Affaires étrangères, qui veut apaiser le scandale pour ne pas s'aliéner les banques suisses.
Le 19 mai 1933, la chambre des mises en accusation de la cour d'appel de Paris infirme pour vice de forme toute la procédure judiciaire, se conformant aux conclusions de la commission du Sénat. La Cour de cassation confirme la décision le 2 février 1934, et le nombre de clients français inculpés, d'un millier, se trouve réduit à moins d'une centaine. Ces clients sont jugés de 1935 à 1944, et sont tout au plus condamnés à des amendes. Les responsables suisses de l'agence parisienne de la Banque commerciale de Bâle sont condamnés en juin 1948 à des peines de prison avec sursis, mais sont immédiatement amnistiés.

## Conséquences
Inquiétés par la médiatisation de l'affaire, les grands clients de la Banque commerciale de Bâle retirent massivement leurs dépôts, ce qui entraîne une panique bancaire. Pour rassurer les clients de la place financière suisse, et pour se prémunir contre les ingérences de l'administration fiscale française, toujours à la recherche de renseignements sur les évadés fiscaux, la Suisse lance un projet de loi sur le secret bancaire en janvier 1933, adopté le 8 novembre 1934 sous le nom de « loi fédérale sur les banques et les caisses d'épargne »,.
En France, le gouvernement Édouard Herriot tombe en décembre 1932, possiblement sous l'effet du scandale, même si le problème du remboursement de la dette due aux États-Unis semble avoir joué un rôle plus décisif. L'opposition parlementaire aurait été choquée d'une part par l'ampleur de la fraude, et d'autre part par la révélation dans la presse des noms des sénateurs et du député soupçonnés dans le cadre de l'enquête, ce qui l'aurait indisposée à l'égard du gouvernement.